# 岩澤靖
岩澤 靖（いわさわ おさむ、1919年（大正8年）5月20日 - 1993年（平成5年）1月12日）は日本の実業家。金星自動車、札幌トヨペット、札幌観光、北海道テレビ放送の社長を務めた。許認可事業を手掛けることによって商機を見出し、政治力をつけることで事業を一気に拡大、北海道の政商と呼ばれた。
ほかに日本民間放送連盟、北海道乗用自動車協会の副会長、全国乗用自動車協会の常任理事、札幌地区乗用自動車協会、札幌ハイヤー協会の顧問、トヨタ自動車販売店協会、札幌第一高等学校の理事なども務めた。

## 来歴・人物
岩澤弥衛八の次男として香川県で生まれる。1942年（昭和17年）明治大学商学部を卒業。
20代半ばで、姉が嫁いだ先が北海道拓殖銀行副頭取だったことを頼り、北海道に渡る。間もなく、北海道興農公社（後の雪印乳業、雪印メグミルク）に入社した。
1948年（昭和23年）10月15日、明治大学の先輩だった古谷辰四郎、広瀬経一から後援を受け金星タクシー（現：金星自動車）を設立。ガソリンが統制されていた関係から、電気自動車2台で営業を開始。翌年、電気自動車の走行距離不足のため、薪（コーライト）や石炭を燃料とする代燃車に変更した。
1951年（昭和26年）に自動車修理・部品販売を営む「西山自動車工業」を設立、社名は妻の旧姓からとった。その後1956年には西山自動車工業の自動車販売部門を独立させる形で、トヨタディーラーである札幌トヨペットを設立し、経営基盤を確立。56年に西山油機興業社長、翌年8月西山自動車工業会長、58年金星ハイヤー社長となる。このほか、北海道テレビ放送、札幌観光、札幌大学までに事業を拡大し、社員5000人に上る北海道有数の企業グループを率い、北海道経済連合会、商工会議所の最高幹部としても君臨した。

### 北海道テレビ放送社長
教育事業などへの参入の後、社会的意義のある事業を思案する中でトヨタ自動車販売社長の傍ら名古屋放送の社長も務めていた神谷正太郎と放送事業に関する話となった事をきっかけに放送事業への関心を持ち、折しもU波による新局の認可が近いこともあり岩田厳（当時・岩田建設社長）とともに「道民放送」として1967年5月に放送免許を申請。
札幌の第3局は、発起人の中核に北海道選出の代議士で地崎組社長の地崎宇三郎を据えた朝日新聞、大川博の東映、読売新聞、雪印、地元代議士など6グループが競合し、最後の7番目に岩澤が名乗りを上げた。1967年（昭和42年）10月、地崎が調整役を務めた7グループは、一本化され、11月、はじめてのU波として北海道テレビ放送（HTB）に予備免許が交付される。岩澤は地崎の後援会長を務めていた関係から社長に就任した。68年11月、HTBはNET（現：テレビ朝日）をキー局に本放送を開始する。
岩澤ははじめから、常勤役員は自分一人だけでいいとワンマン体制による経営を公然と宣言し、次第に投機にのめり込んでいった。やがて、仕手筋として一世を風靡した誠備グループの加藤暠と組んで、巨額のカネを注ぎ込む仕手戦で名前が取りざたされるようになった。

### 経営破綻
1980年には、三菱系とされる機械商社・西華産業の株式を買い進めて4割弱に達し、大株主としてはじめて名前が公然化し、女婿の治則も大株主として名前が出た。岩澤は代表権を持つ会長に就任し、買収目的だったように装ったが、実際は売り抜けに失敗していた。翌年、高騰していた株が暴落し金利負担が重くのしかかったうえに、加藤が脱税で摘発されると、岩澤はとたんに窮地に陥った。1981年（昭和56年）3月19日、岩澤グループの中核企業、札幌トヨペットが巨額損失を公表する。簿外債務の総額は400億円。そのうちの140億円はHTBのものだった。岩澤はHTB社長を辞任した。
電波行政を司る郵政省にとって、免許事業であるテレビで戦後はじめて発生した"経営危機"だった。会社更生法の適用まで検討されたが、郵政省放送部長の富田徹郎（のち郵務局長をへてフジテレビジョン常務）と朝日新聞、テレビ朝日の電波担当の3者で話し合い、再免許不可といった強行措置は避け自社再建することで幕引きが図られた。岩澤の行為は特別背任といった刑事事件となる可能性が十分にあった。だが、「刑事上の告発は、すでに社会的制裁を受けていることを主な理由にこれを行わなかった」（『HTB25周年記念誌』）と封殺し、立件されなかった。民事上の賠償責任についても「わが社の融資および債務保証が形の上では取締役会の議決を経ているので、非常勤を含めた当時の取締役全員を巻き込むおそれがある」（同）ことを理由に追及は見送られた。
他方、札幌トヨペットは会社更生法の適用を申請して経営破綻。牧口準市破産管財人が代表取締役となり、トヨタ自動車全額出資の販社として再建された。のちにトヨタによる販社見直しの一環で売却され、2020年（令和2年）10月1日、札幌トヨペットはトヨタカローラ札幌の傘下に入った。
1993年1月12日、東京都内の病院で死去した。73歳没。
趣味は読書・ゴルフ・尺八・碁・小唄・剣道、宗教は真宗。

## 略歴
- 1919年 - 香川県で出生。同県大川郡寒川村（現：さぬき市）在籍[3]。
- 1942年 - 明治大学商学部卒業。
- 1945年9月 - 26歳で北海道へ渡る。
- 1948年10月15日 - 金星タクシーを設立。
- 1956年 - 札幌トヨペット設立。
- 1967年 - 札幌大学創立。
- 1967年 - 北海道テレビ放送（HTB）設立。
- 1969年 - 札幌トヨペット新本社社屋が落成[17]。落成披露には地元政財界の要人をはじめ重宗雄三や福田赳夫などが出席した。
- 1978年 - この頃から活発な株取引を行うようになる。
- 1980年 - 西華産業の株を買い占め、会長に就任。日本民間放送連盟副会長に就任（～1981年3月19日）[2]。
- 1981年 - 仕手株が暴落。札幌トヨペットは会社更生法の適用を申請。
- 1993年1月12日 - 73歳にて死去。

## 家族・親族

### 岩沢家
（香川県大川郡寒川村（現さぬき市）、北海道札幌市中央区南17条）
- 父・弥衛八[3]
- 妻[3]

1922年（大正11年）10月生 -
- 長女[3]

1948年（昭和23年）3月生 -
- 次女[3]

1950年（昭和25年）4月生 -
高橋治則と結婚。